# Pausànies de Sicília
Pausànies o Pausànias de Sicília (en llatí Pausanias, en grec Παυσανίας) fou un metge nadiu de l'illa de Sicília, de la família dels Asclepíades, fill d'Anquit.
Fou íntim amic d'Empèdocles que li va dedicar un poema sobre la naturalesa. Va viure al segle V aC. En un epigrama sobre ell que es conserva a l'Antologia grega i s'atribueix a Simònides de Ceos, però és més probable que sigui d'Empèdocles, sembla indicar-se que o bé va néixer o bé fou enterrat a la ciutat de Gela. Diògenes Laerci diu ἔθρεψε Γέλα i a l'Antologia grega es llegeix ἔθαψε Γέλα.